# Asthena ainoica
Asthena ainoica är en fjärilsart som beskrevs av Matsumura 1927. Asthena ainoica ingår i släktet Asthena och familjen mätare. Inga underarter finns listade i Catalogue of Life.